# Trzebidza
Trzebidza – osada w Polsce położona w województwie wielkopolskim, w powiecie leszczyńskim, w gminie Włoszakowice. Trzebidza wchodzi w skład sołectwa Charbielin. W kierunku południowo-zachodnim od osady znajduje się jezioro Trzebidzkie, rezerwat przyrody.

## Historia
Wieś pierwotnie związana była z Wielkopolską. Ma metrykę średniowieczną i istnieje co najmniej od końca XIV wieku. Po raz pierwszy wymieniana w łacińskim dokumencie z 1393 jako Trzebiza, Trzebicza, Trzebcza, 1417 Trzebidza, 1428 Trzebydza, 1563 Trzebycza.
Miejscowość była wsią prywatną należącą do lokalnej szlachty wielkopolskiej z rodów Barklińskich, Grobskich, Kurskich, Kuczyńskich, Szczepankowskich, Rozdrażewskich, Roszkowskich. W 1517 miejscowość leżała w powiecie kościańskim Korony Królestwa Polskiego. W 1563 należała do parafii Charbielin.
W 1393 właścicielką we wsi była Katarzyna z Trzebidzy, zwana Kardynałową, która wraz z Piotrem Gierłachowskim oraz Baworem z Trzebidzy pozwała Wojciecha Barklińskiego o rabunek dwóch osiodłanych wierzchowców, barana oraz dokumentów. W 1417 Wojciech Barkliński toczył również proces z Dobiesławem Grobskim o połowę jeziora trzebidzkiego oraz o 1/3 wsi Trzebidza. W 1428 Mikołaj Sokołowski toczył proces z Andrzejem Barklińskim o kopce graniczne Sokołowa i Trzebidzy. W 1449 Sędziwój Barkliński zawarł z Jerzym Sikorzyńskim Szczepankowskim ugodę polubowną w sprawie rezygnacji z uzyskanych sądownie nabytków w Barklinie i w Trzebidzy. Jerzy odstąpił mu łąkę zwaną Okrąglica i Ciszawiną Niwę, zachowując strugę Powirek, która zawsze była granicą wsi Trzebidza, a Sędziwój ustąpił z dóbr przyznanych mu w Trzebidzy. W 1476 Mikłaj Kurski wygrał proces ze Stanisławem Podrzeckim o prawo do wsi Biskupice oraz Trzebidza. W 1479 właścicielem we wsi był także Mikołaj Mączka Kuczyński ze Szczepankowa, a także z Biskupic i Trzebidzy. 
W 1482 Stanisław z Siekowa kupił od Katarzyny Szczepankowskiej wsie Biskupice i Trzebidzę za 600 florenów. W 1486 toczył proces z Mikołajem Kurskim, który miał okazać dokumenty poświadczające jego prawa do dochodów z Biskupic i Trzebidzy. W 1517 Małgorzata Ćmachowska, córka Mikołaja Grocholskiego, wraz bratem Bernardem Grocholskim oraz ciotką Katarzyną Roszkowską, pozwała w sądzie ziemskim Wacława z Ostroroga o wygnanie ich z dóbr po zmarłej Annie Siekowskiej, córce Stanisława z Siekowa, siostrze ciotecznej Katarzyny, znajdujących się w Siekowie oraz m.in. w opustoszałym wówczas Barklinie Starym oraz połowie Trzebidzy. W tym roku następuje szereg przekształceń własnościowych we wsi. Piotr Ćmachowski kupił od Bernarda Grocholskiego jego część dóbr, a w tym Trzebidzy, za 1300 florenów. W 1517 również Małgorzata Szczepankowska kupiła z zastrzeżeniem prawa odkupu od swego męża Piotra Ćmachowskiego wymienione wsie, w tym m.in. Barklino Stare i opustoszałą Trzebidzę za 3000 florenów. Piotr Ćmachowski z żoną Małgorzatą sprzedali z zastrzeżeniem prawa wykupu Bernardowi Grocholskiemu części wymienionych wsi, w tym Trzebidzę, za 900 florenów polskich, licząc floren po 32 grosze.
W 1518 woźny sądu ziemskiego wprowadza Małgorzatę Ćmachowską w posiadanie 1/4 wymienionych wsi, w tym opustoszałego Barklina i 1/2 opuszczonej Trzebidzy, które przypadły jej wraz z Katarzyną Roszkowską i Bernardem Grocholskim po zmarłej Annie Siekowskiej. W 1519 Piotr Ćmachowski z żoną Małgorzatą sprzedali z zastrzeżeniem prawa wykupu Bernardowi Grocholskiemu części wsi Siekowo, Siekowo Małe, Szczepankowo, Biskupice, Głodno, Barklino Stare oraz połowę opuszczonej Trzebidzy za 600 florenów.
W 1522 kasztelan kamieński Jan Rozdrażewski daje Piotrowi Ćmachowskimu i jego żonie Małgorzacie połowę swojej wsi Smoszewo w powiecie pyzdrskim, a dostaje w zamian połowę wsi Siekowo, Siekowo Małe, Biskupice, Głodno, Trzebidzę, Barklino Stare opustoszałe oraz Szczepankowo. W 1523 Andzrej Roszkowski dostał od swojej matki Katarzyny Roszkowskiej połowę Siekowa oraz m.in. opustoszałe wsie Barklino Stare i Trzebidzę, przypadłe jej prawem bliższości po zmarłej Annie Siekowskiej. W 1524 Jan Rozdrażewski dał także Andrzejowi Roszkowskiemu Biskupice, Szczepankowo, Trzebidzę oraz 400 grzywien, a otrzymał w zamian Siekowo, Siekowo Małe, Głodno i opustoszałe Barklino Stare. W 1525 ponownie odkupił od Andrzeja Roszkowskiego całe wsie Biskupice, Trzebidzę i Szczepankowo za 2000 florenów. W 1527 Andrzej Roszkowski sprzedał z zastrzeżeniem prawa odkupu Piotrowi Ossowskiemu połowę jeziora trzebidzkiego należącą do wsi Trzebidza.
Miejscowość odnotowana została także w historycznych rejestrach podatkowych. W 1563 miał miejsce pobór podatków od dwóch rybaków. W 1566 Trzebidza była osadą opustoszałą. W 1581 ponownie odnotowano pobór od dwóch rybaków.
W 1606 Piotr oraz Hieronim Radomiccy, w asyście m.in. swojego wuja sędziego ziemskiego wschowskiego Jana Ossowskiego, dokonali podziału dóbr po ojcu Janie Radomickim. Piotr otrzymał m.in. wieś Trzebidza z jeziorem, które w połowie należało do Trzebidzy, a w połowie do Charbielina. 
Pod koniec XVIII wieku miejscowość była własnością Zofii Grodzickiej z Charbielina, a później Antoniego Skarzyńskiego.
Wskutek II rozbioru Polski w 1793 wieś przeszła pod władanie Prus i jak cała Wielkopolska znalazła się w zaborze pruskim. W okresie Wielkiego Księstwa Poznańskiego (1815-1848) miejscowość wzmiankowana jako Trzebidza należała do wsi mniejszych w ówczesnym pruskim powiecie Kosten rejencji poznańskiej. Trzebidza należała do okręgu śmigielskiego tego powiatu i stanowiła część majątku Sokołowo (niem. Sukel), który należał wówczas do Skarżyńskiego. Według spisu urzędowego z 1837 roku Trzebidza liczyła 19 mieszkańców, którzy zamieszkiwali trzy dymy (domostwa).
Pod koniec XIX wieku Trzebidza liczyła 6 domostw i 37 mieszkańców, a administracyjnie wchodziła w skład okręgu wiejskiego Charbielin i pruskiego powiatu kościańskiego. W latach 1975–1998 miejscowość administracyjnie należała do województwa leszczyńskiego.
W Trzebidzy znajduje się gospodarstwo agroturystyczne.